# Mabolo
Mabolo (Diospyros blancoi) és un arbre tropical que pertany al mateix gènere que el caquier. La pell del fruit està coberta per una fina capa de pèl de vellut normalment de color marró-verdós. La seva polpa és suau, cremosa i rosada però l'aroma del fruit en si no és agradable i a l'illa Reunió el qualifiquen de "Caca de Chat" (caca de gat). És natiu de les Filipines d'on ve le nom de mabolo.
Sinònims de D. blancoi són:
- Cavanillea philippensis Desr.
- Diospyros discolor Willd. (nom. illeg.)
- Diospyros philippensis (Desr.) Gürke (nom. illeg.)

## Cultiu
Creix bé en sòls diversos des del nivell del mar fins a 700 m d'altitud, necessita una bona pluviometria ben distribuïda al llarg de l'any. És un arbre molt productiu.

## Galeria d'imatges

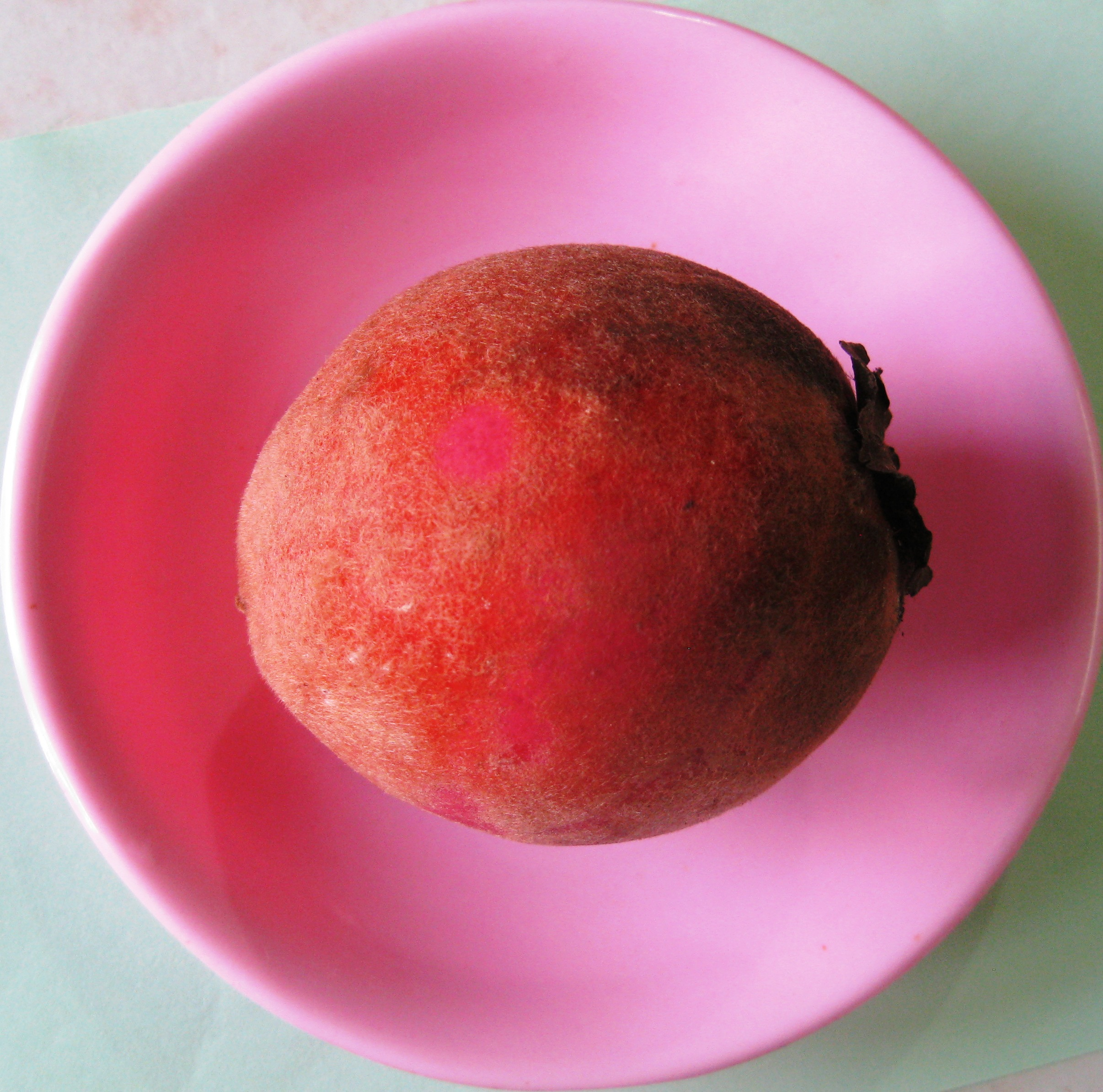
Fruita de Mabolo
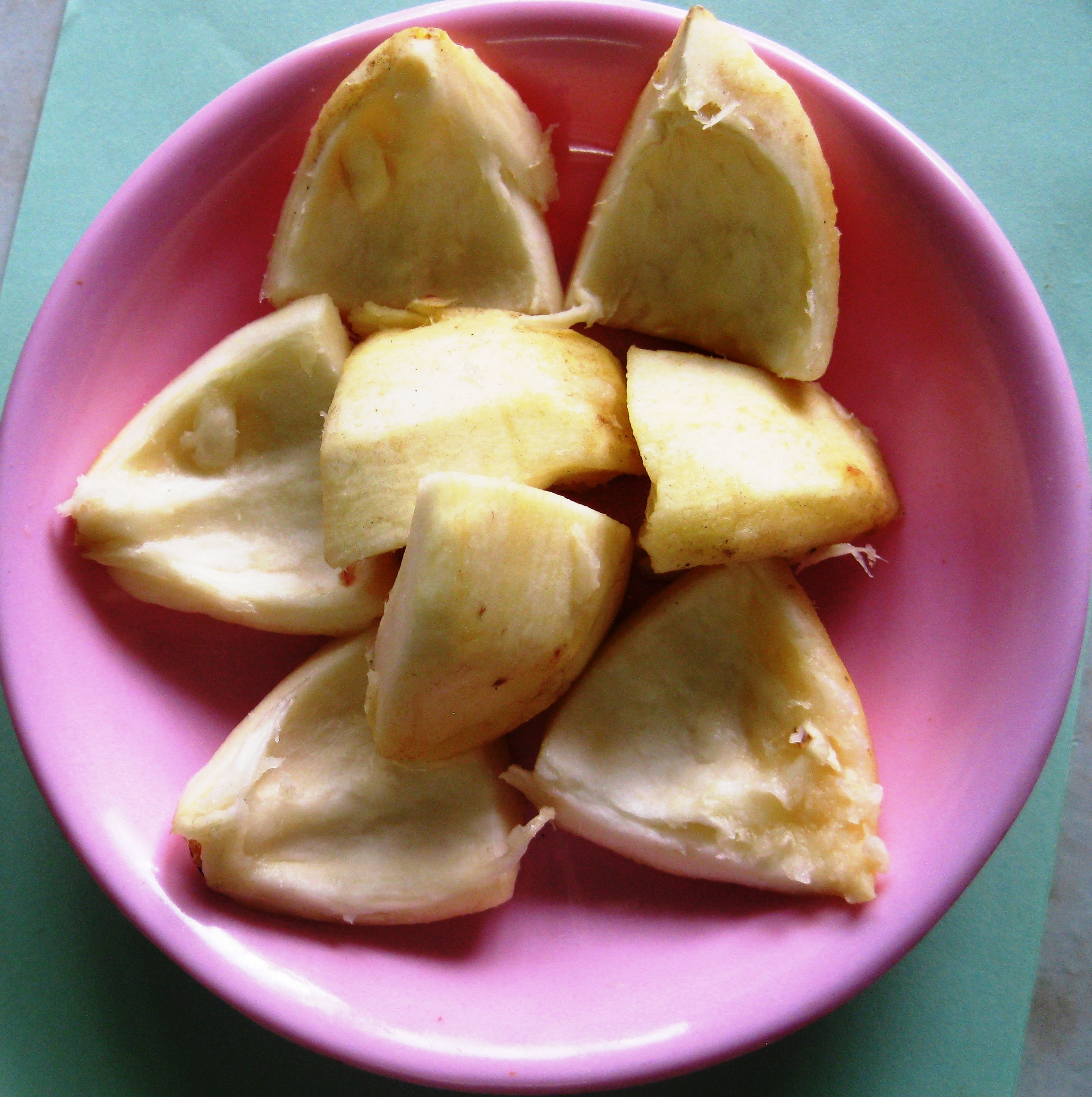
Fruita de Mabolo (a rodanxes)
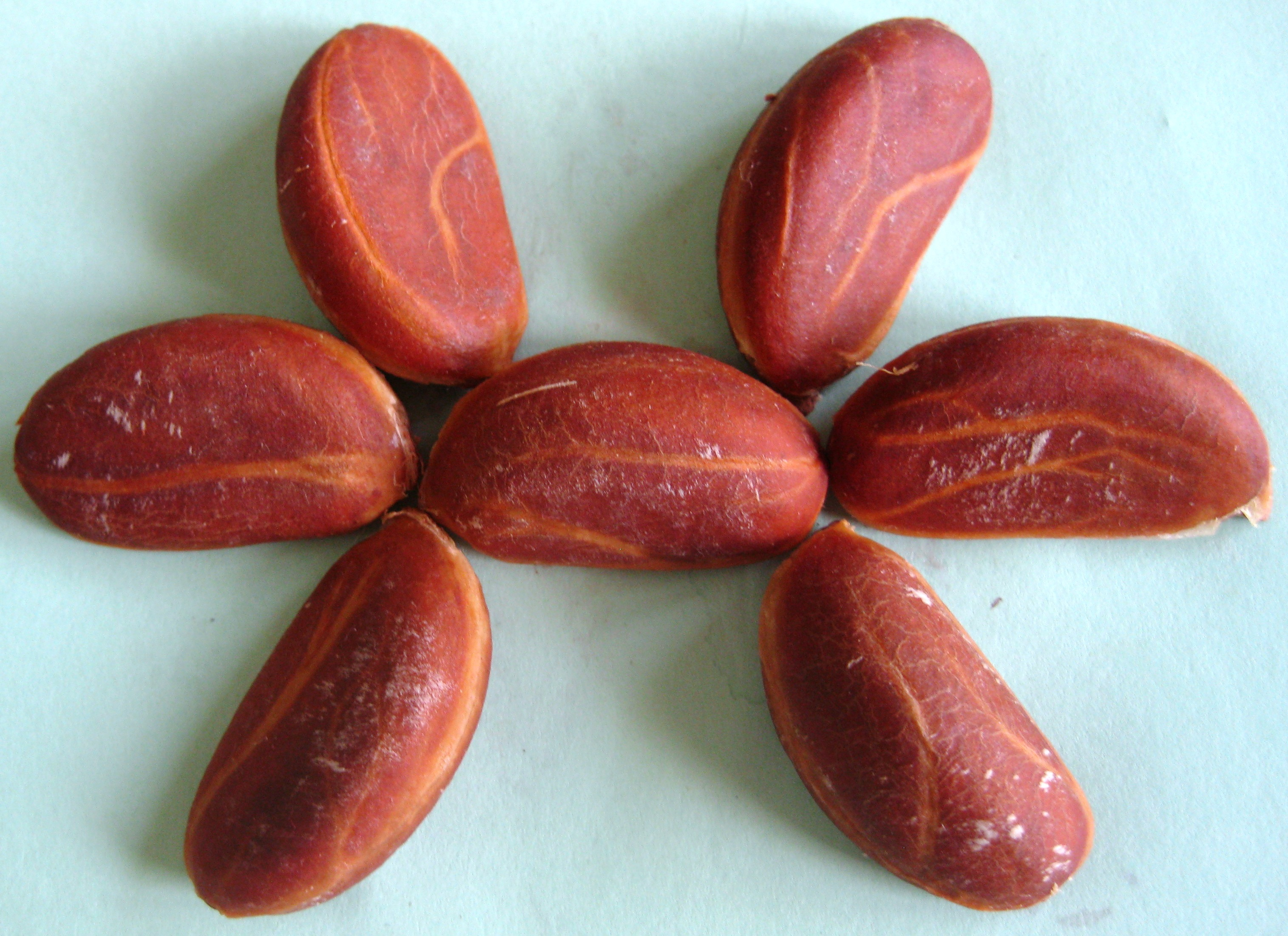
Llavors de Mabolo
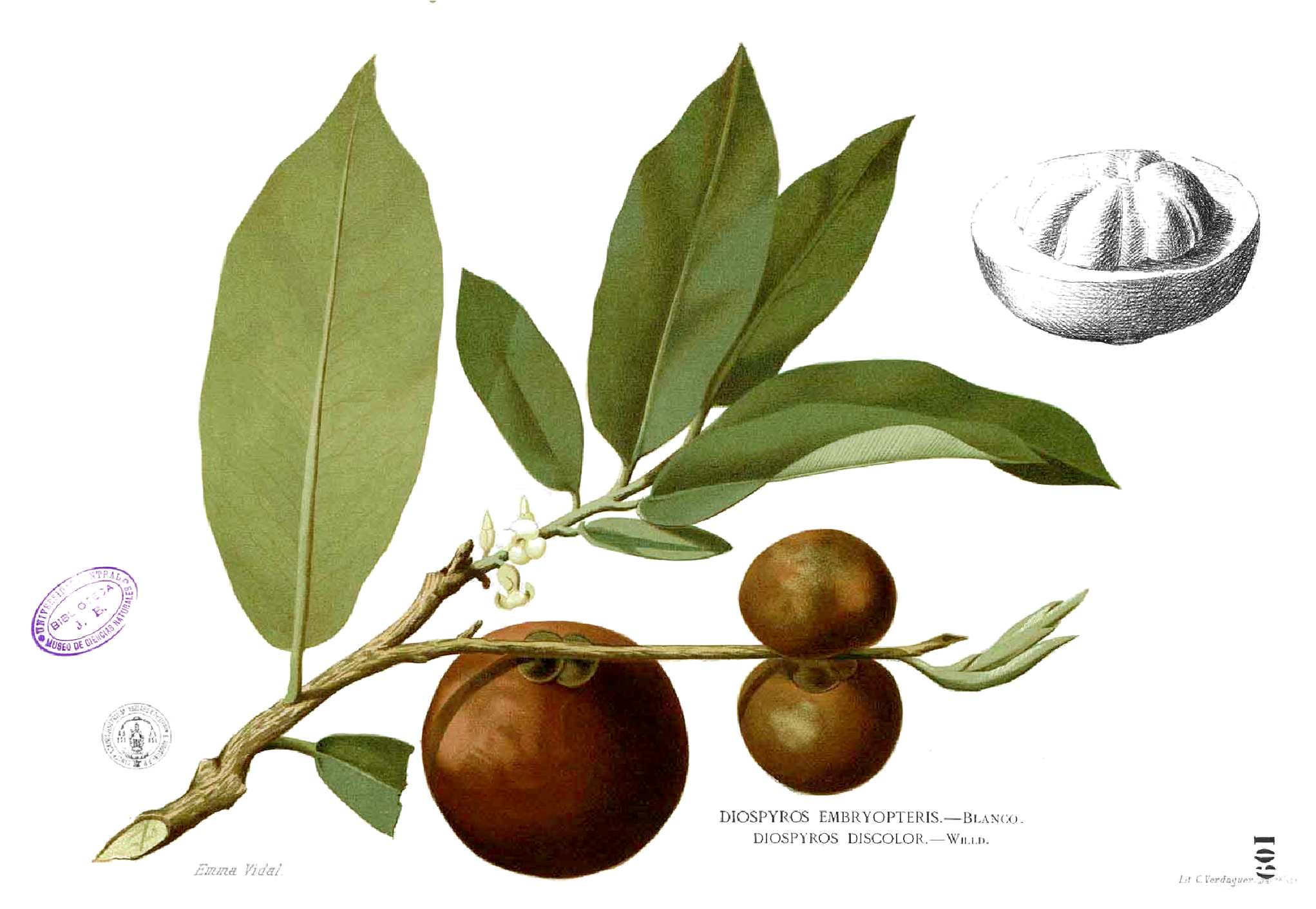
Fulles i fruit